# Frontera entre Trinidad y Tobago y Venezuela
La frontera entre Trinidad y Tobago y Venezuela es el límite que separa los territorios de ambos países.

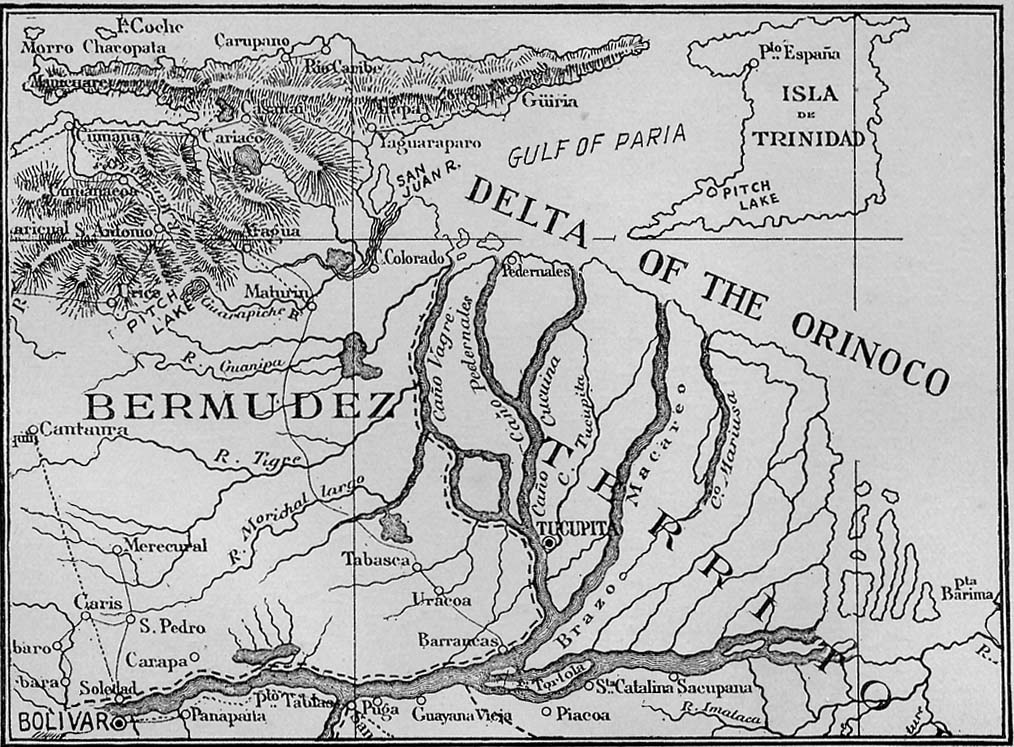
Una salida franca a aguas internacionales, el tráfico histórico hacia el río Orinoco y el aluvión de sedimentos que este arroja al mar fueron considerados para establecer los límites entre Trinidad y Tobago con Venezuela en el océano Atlántico.

## Tratado de delimitación de espacio marítimo
El 18 de abril de 1990, en Caracas, Trinidad y Tobago y Venezuela delimitaron su espacio marítimo en el “Tratado entre la República de Venezuela y la República de Trinidad y Tobago sobre la delimitación de áreas marinas y submarinas”, demarcando la frontera por los siguientes puntos:
1. 11°10′30″N 61°43′46″O / 11.17500, -61.72944
2. 10°54′40″N 61°43′46″O / 10.91111, -61.72944
3. 10°54′15″N 61°43′52″O / 10.90417, -61.73111
4. 10°48′41″N 61°45′47″O / 10.81139, -61.76306
5. 10°47′38″N 61°46′17″O / 10.79389, -61.77139
6. 10°42′52″N 61°48′10″O / 10.71444, -61.80278
7. 10°35′20″N 61°48′10″O / 10.58889, -61.80278
8. 10°35′19″N 61°51′45″O / 10.58861, -61.86250
9. 10°02′46″N 62°04′59″O / 10.04611, -62.08306
10. 10°00′29″N 61°58′25″O / 10.00806, -61.97361
11. 09°59′12″N 61°51′18″O / 9.98667, -61.85500
12. 09°59′12″N 61°37′50″O / 9.98667, -61.63056
13. 09°58′12″N 61°30′00″O / 9.97000, -61.50000
14. 09°52′33″N 61°13′24″O / 9.87583, -61.22333
15. 09°50′55″N 60°53′27″O / 9.84861, -60.89083
16. 09°49′55″N 60°39′51″O / 9.83194, -60.66417
17. 09°53′26″N 60°16′02″O / 9.89056, -60.26722
18. 09°57′17″N 59°59′16″O / 9.95472, -59.98778
19. 09°58′11″N 59°55′21″O / 9.96972, -59.92250
20. 10°09′59″N 58°49′12″O / 10.16639, -58.82000
21. 10°16′01″N 58°49′12″O / 10.26694, -58.82000
22. 11°24′00″N 56°06′30″O / 11.40000, -56.10833

- Del punto 1, hacia el norte, en rumbo verdadero constante siguiendo el meridiano 61º43'46" oeste, hasta llegar al punto de encuentro con la jurisdicción de un tercer Estado.
- Del punto 1 al 21, por las líneas geodésicas que los unen.
- Del punto 21 al 22 y más allá, siguiendo el azimut 67° hasta llegar al borde de la zona internacional de los fondos marinos.